# St Seiriol’s Well

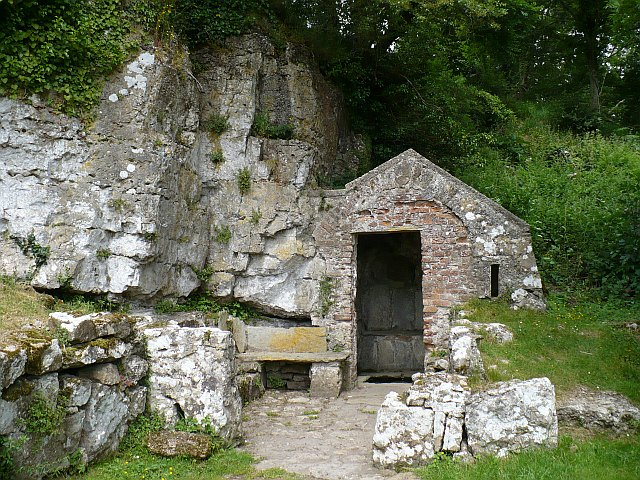
St Seiriol’s Well

Die St Seiriol’s Well (Quelle) liegt nahe der Penmon Priory, in Penmon an der Ostspitze der Insel Anglesey in Wales. Wie oft bei Kirchen aus dieser Zeit war die Kirche mit einer Quelle verbunden. Die in der Nähe des Brunnens stehenden Mauern sollen im 6. Jahrhundert Teil der Kirche oder der Einsiedlerzelle St Seiriol’s gewesen sein. In diesem Fall wäre es das älteste christliche Gebäude in Wales. Ein kleines zu Beginn des 18. Jahrhunderts von Richard Bulkeley, 4. Viscount Bulkeley, errichtetes Brunnenhaus umgibt die Quelle.
St Seiriol lebte im späten 6. Jahrhundert und pflegte der Legende nach, an einem Treffpunkt in der Inselmitte, regelmäßige Begegnungen mit dem heiligen Cybi von Holyhead. Seiriol, der morgens mit dem Rücken zur Sonne reiste und am Nachmittag mit dem Gesicht nach Osten zurückkehrte, wurde als Seiriol der Blasse bekannt, der andere als Cybi der Gebräunte. St. Seiriol wurde auf der nahen Insel Puffin Island (auch Ynys Seiriol) beigesetzt.

St Seiriol's Well und Grabstätte
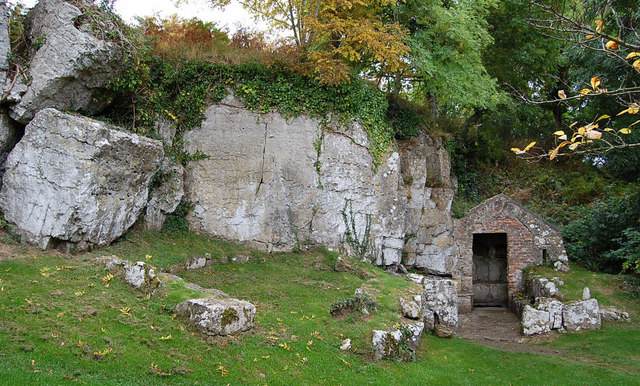
St Seiriol’s Well
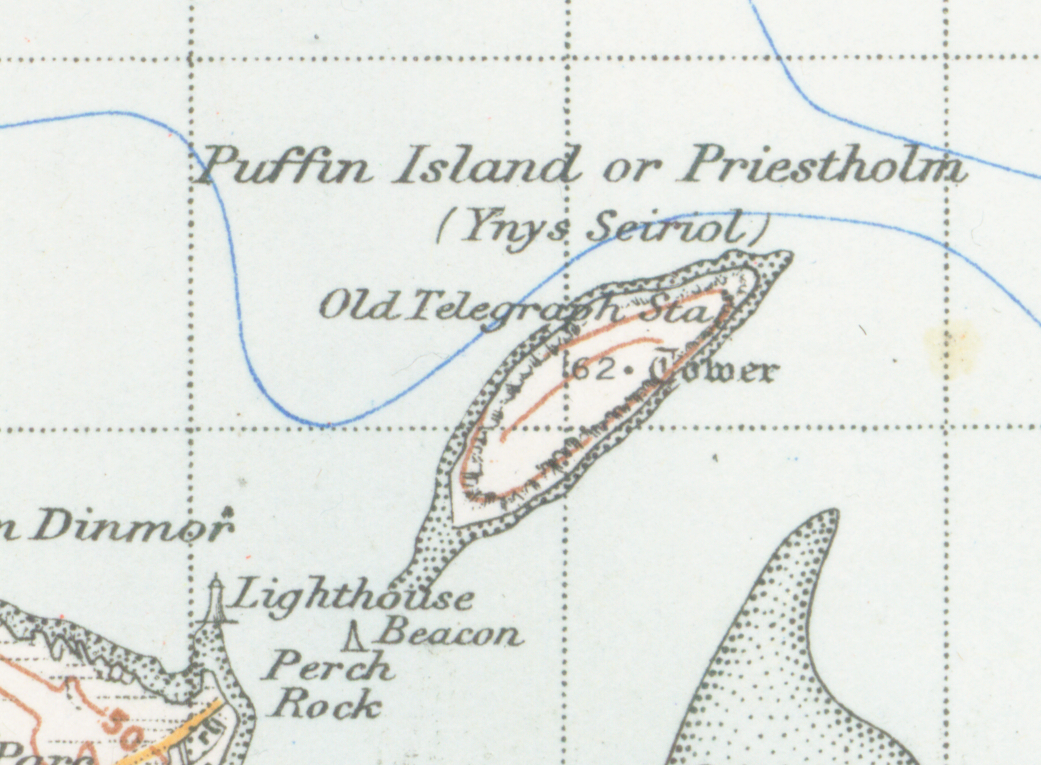
Begräbnisinsel
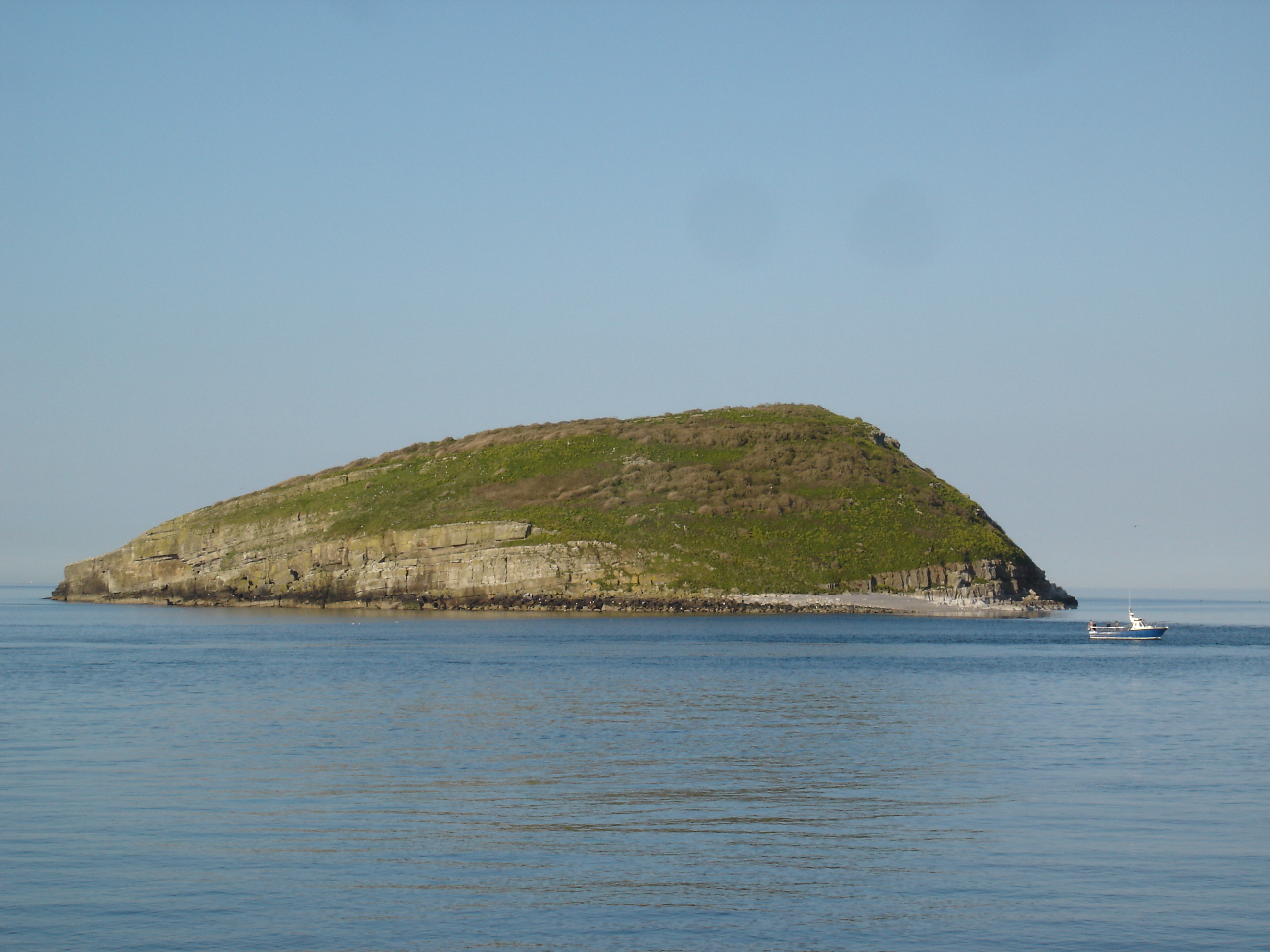
Puffin Island (auch Ynys Seiriol)
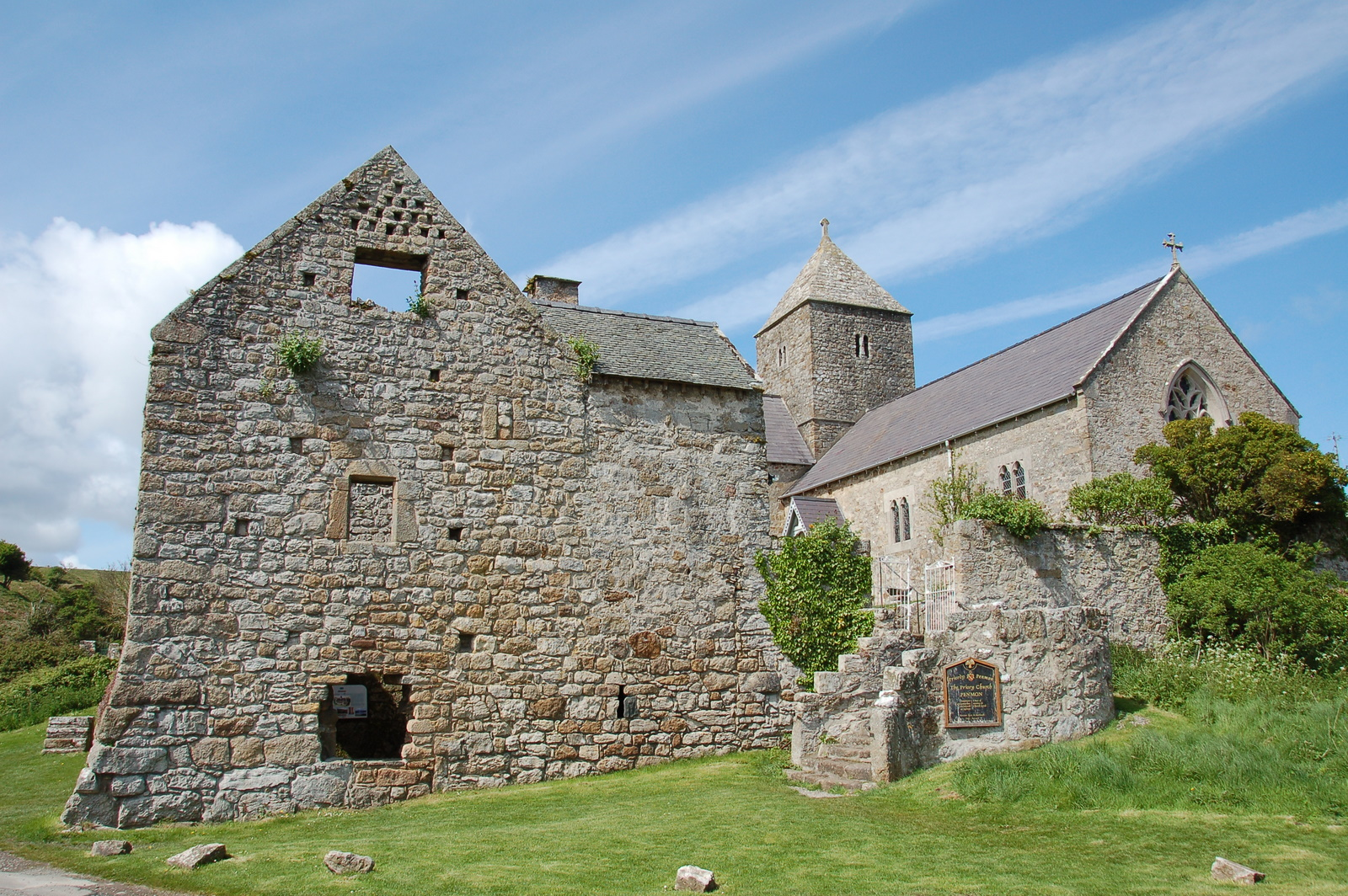
Penmon Priory

Die kristallklare Quelle ist von einem Plattenboden mit Steinbänken an den Seiten umgeben. Es wurde angenommen, dass das Wasser heilende Kräfte hat. Die überdachte Innenkammer um den Pool ist aus Backstein und stammt aus dem Jahr 1710. Die unteren Gänge und das untere Vorzimmer mit Bänken zu beiden Seiten sind möglicherweise etwas älter, aber bei den letzten Ausgrabungen wurden keine mittelalterlichen Funde gemacht. Die sogenannte „Zelle“ links unter der Klippe ist von ungewissem Datum und Zweck. Besucher kommen, um Geld in die Quelle zu werfen, in der Hoffnung, dass ihre Wünsche verwirklicht werden.
In der Nähe liegen der Penmon Dovecot und Trwyn Dinmor Quarry.